# 新城市立八名中学校
新城市立八名中学校（しんしろしりつ　やなちゅうがっこう）は愛知県新城市にある公立中学校。

## 概要
- 八名小学校校区、庭野小学校の生徒が通学する[1]。
- 旧・八名郡八名村の中学校であった。

## 沿革
- 1947年（昭和22年）4月 - 八名郡八名村に八名村立八名中学校として開校。本校は旧・青年学校校舎を使用し、八名村立富岡小学校に分教場を設置する。
- 1948年（昭和23年）3月 - 現在地に校舎が完成する。分教場を廃止する。
- 1950年（昭和25年）12月 - 特別教室が完成する。
- 1955年（昭和30年）
  - 4月15日 - 南設楽郡新城町、千郷村、東郷村と八名郡舟着村、八名村と合併し、改めて南設楽郡新城町となる。同時に新城町立八名中学校に改称する。
  - 6月 - 校舎を増築する。
- 1962年（昭和37年）6月 - 特別教室（鉄筋コンクリート造2階建）が完成する。
- 1968年（昭和43年）3月 - 体育館が完成する。
- 1970年（昭和45年）7月 - プール（八名小学校と共用）が完成する。
- 1982年（昭和57年）7月 - 八名中学校単独のプールが完成する。
- 1987年（昭和62年）8月 - 新校舎（鉄筋コンクリート造3階建）が完成する。
- 2011年（平成23年）2月 - 新体育館が完成する。

## 交通アクセス
- 新城市Sバス中宇利線「黒田」バス停より徒歩1分。

## 周辺施設
- 新城市立八名小学校
- 八名こども園
- 八名郵便局
- イノアックコーポレーション八名事業所
- オーエスジー八名工場